# Kong Asger Høj

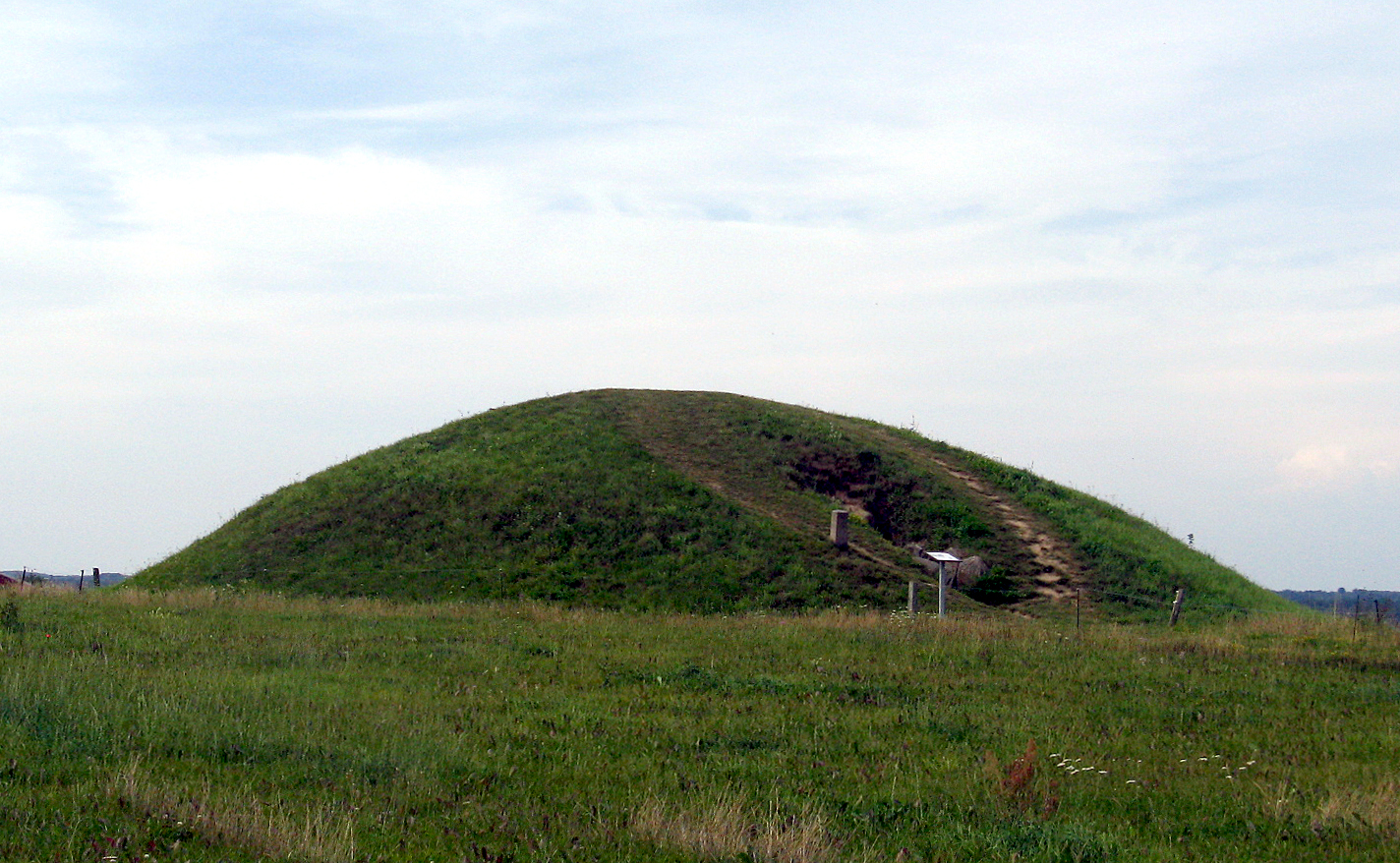
Kong Asgers Høj

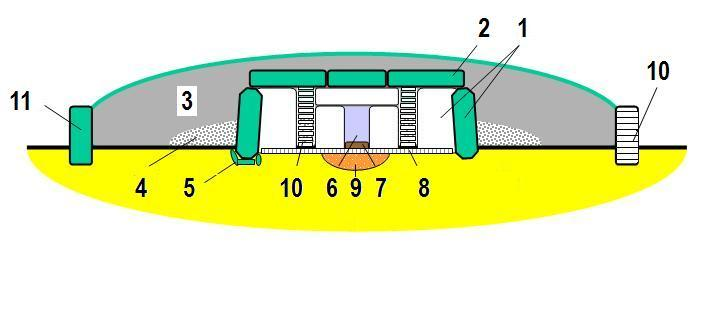
Schema Ganggrab (Querschnitt) 1=Trag-, 2= Deckstein, 3=Erdhügel, 4=Dichtung, 5=Verkeilsteine, 6=Zugang, 7= Schwellenstein. 8=Bodenplatten, 9=Unterbodendepots, 10=Zwischenmauerwerk 11=Randsteine

Das Ganggrab im Kong Asger Høj ist mit etwa 10,0 m Länge neben  Listrup auf Falster (mind. 13 m), Græse (12,5 m) auf Seeland, Kong Svends Høj (12,3 m) auf Lolland, Gundestrup 2 (12,0 m), Rævehøj von Vester Egesborg (11,5) m, Birkehøj (11 m, beide auf Seeland) sowie Jordehøj auf Møn und Mårhøj auf Fünen (je 10 m) eines der größten Ganggräber (dän. Jættestue) Dänemarks. In Schweden gibt es nur im schwedischen Falbygden (z. B. Ragnvalds Grab mit 16 Metern) längere Kammern. In Deutschland (De hoogen Steener mit 28,0 m) und den Niederlanden (z. B. D27 in Borger mit 22,5 m) sind die so genannten Emsländischen Kammern teilweise wesentlich länger.
Mit den Megalithanlagen, Klekkende Høj, Grønjægers Høj und der Sprove Runddysse bildet er einen der meistbesuchten vorzeitlichen Plätze, beim Dorf Sprove im Westen der Insel Møn. Das Großsteingrab stammt aus der Jungsteinzeit etwa 3500–2800 v. Chr. und ist eine Megalithanlage der Trichterbecherkultur (TBK). Das Ganggrab ist eine Bauform jungsteinzeitlicher Megalithanlagen, die aus einer Kammer und einem baulich abgesetzten, lateralen Gang besteht. Diese Form ist primär in Dänemark, Deutschland und Skandinavien sowie vereinzelt in Frankreich und den Niederlanden zu finden. Neolithische Monumente sind Ausdruck der Kultur und Ideologie neolithischer Gesellschaften. Ihre Entstehung und Funktion gelten als Kennzeichen der sozialen Entwicklung.

## Forschungsgeschichte
Die Geschichte von König Asger Høj beginnt im Jahre 1839, als der Kaufmann Gustav Hage aus Stege versuchte, einen Schatz in dem Rundhügel zu finden, aber nur ein paar Antiquitäten fand: eine Axt aus Stein, einige Abschläge und zerfallene Skelettteile. Die Funde wurden dem Nationalmuseum übergeben und das Hünengrab wurde im Jahre 1861 durch freiwillige Vereinbarung unter Schutz gestellt. Die erste Beschreibung des Ganggrabes erhielt das Nationalmuseum im Jahre 1880 im Zusammenhang mit den landesweiten Pfarreibeschreibungen, in denen das Land erstmals systematisch auf antike Monumente und Relikte untersucht wurde. Sie bilden das Rückgrat des nationalen und öffentlich zugänglichen Registers, das derzeit mehr als 170.000 Orte enthält, von denen etwa 30.000 sichtbare, geschützte Denkmäler sind.

## Beschreibung

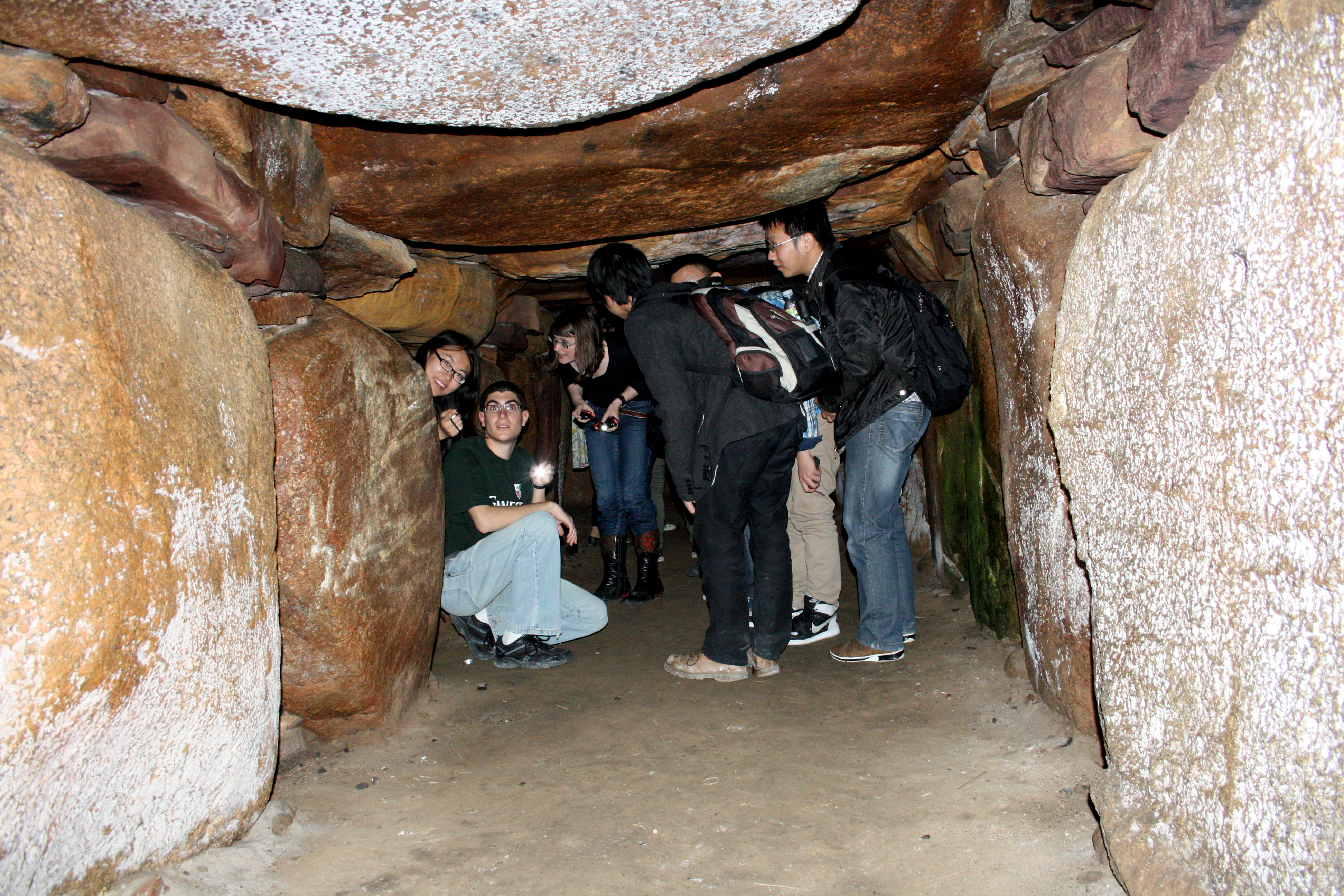
Kong Asger Høj

Die fast leere Megalithanlage, die von Gustav Hage architektonisch seit der Vorzeit unberührt angetroffen wurde, kann in der Vorzeit ausgeräumt worden sein. Die Entdeckung eines rund 600 Jahre jüngeren Beils deutet an, dass das Hünengrab lange nach seiner Erbauung, etwa 3200 v. Chr. für eine Nachbestattung der Schnurkeramiker-Kultur genutzt wurde, die üblicherweise die Anlagen zunächst ausräumte.
Die etwa 10 m lange und zwei Meter breite Kammer wird durch einen 7,5 m langen Gang erschlossen. Mit Ausnahme weniger Steine des Zwischenmauerwerks im äußeren Abschnitt ist die Anlage komplett. Der Gang besteht aus sieben Tragsteinpaaren, auf denen sechs Decksteine aufliegen. Die Kammer ist sehr regelmäßig und fast symmetrisch gebaut. 19 Tragsteine tragen sieben riesige Platten, die die Kammerdecke bilden. Die Kammerhöhe ist mit fast zwei Metern verhältnismäßig groß. Um den Hügelfuß waren große Randsteine mit Trockenmauerwerk in den Lücken aufgestellt. Flache Steinplatten wurden in der Kammer als Bodenmaterial benutzt.

## Kontext
Insgesamt sind auf den nur 231 km² großen Inseln Møn und Bogø 119 Großsteingräber aus der Jungsteinzeit bekannt. 38 davon wurden bewahrt und geschützt. 21 davon sind Ganggräber der Trichterbecherkultur (TBK) die zwischen 3500 und 2800 v. Chr. entstanden. 
Die Archäologen schätzen, dass die erhaltenen Großsteingräber nur etwa 20 % der ursprünglich gebauten repräsentieren. Auf Møn und Bogø wurden somit ursprünglich über einen Zeitraum von nur 700 Jahren mehr als 190 Großsteingräber erstellt.
Mythische Königsnamen verknüpfen sich auch an anderen Orten Dänemarks/Schleswigs mit vorzeitlichen Denkmälern: 
- Kong Grøns Høj und Kong Svends Høj (alle auf Lolland),
- Kong Humbles Grav, Kong Holms Høj und Kong Renes Høj (alle auf Langeland),
- Kong Lavses Grav (auf Lyø)
- Kong Knaps Dige (eine Wallanlage), Kong Rans Høj (beide auf Jütland)
- Kong Dyves Sten, Kong Haralds Dysse, Kong Skjolds Høj, Kong Øres Grav, Kong Slags Dysse, Kong Svends Høj (ein Hügelgrab) und Kong Suders Høj (alle auf Seeland).
- Kong Arrilds Høj Grabhügel in Harrislee.